# Aire d'attraction d'Orange
L'aire d'attraction d'Orange est un zonage d'étude défini par l'Insee pour caractériser l’influence de la commune d'Orange sur les communes environnantes.

## Définition
L'aire d'attraction d'une ville est composée d’un pôle, défini à partir de critères de population et d’emploi ainsi que d’une couronne constituée des communes dont au moins 15 % des actifs travaillent dans le pôle. Le pôle d’attraction constitue ainsi un point de convergence des déplacements domicile-travail,.

## Géographie
L’aire d'attraction d'Orange est une aire intra-départementale qui comporte 10 communes en Vaucluse. 

### Carte

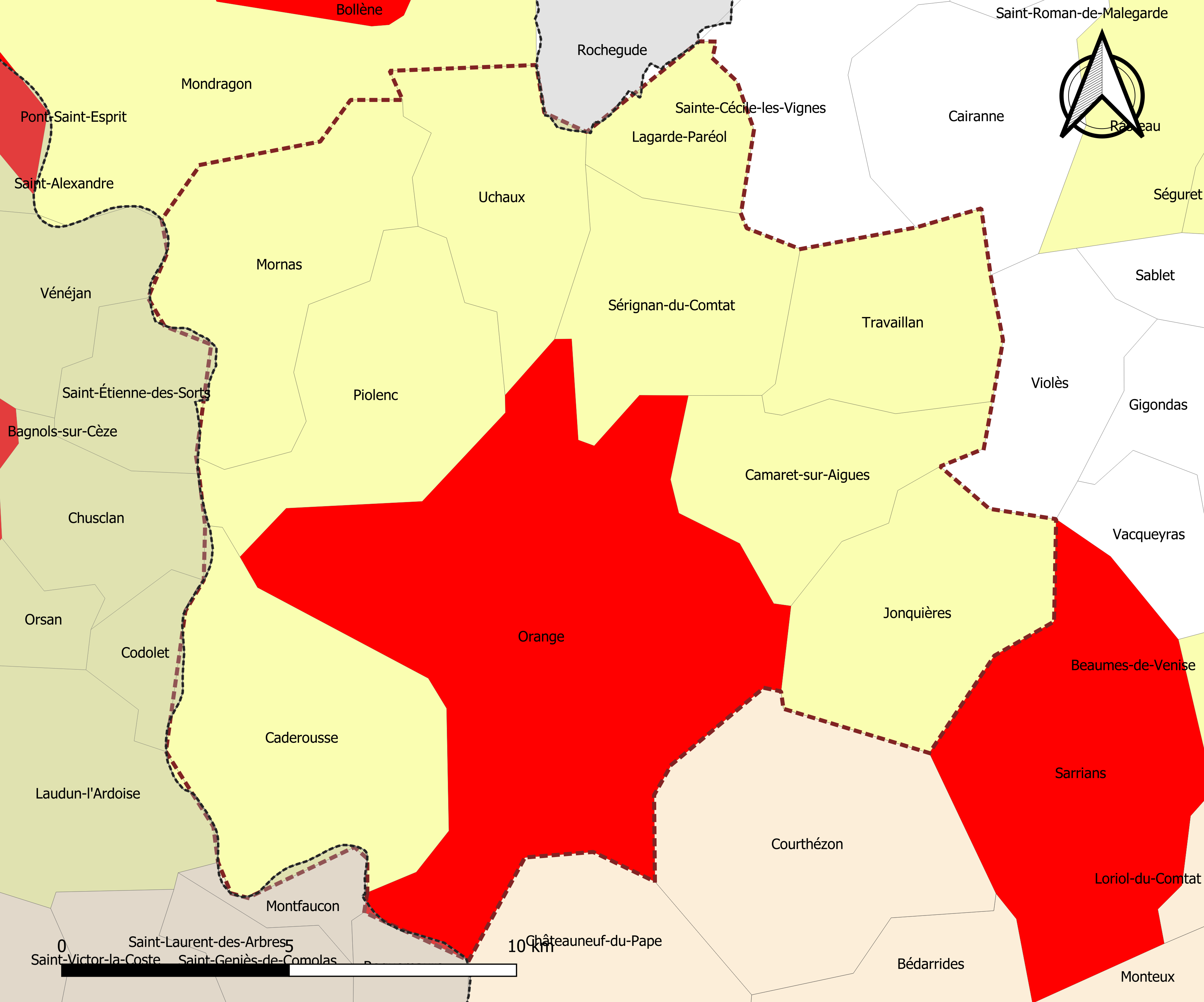
Carte de l'aire d'attraction d'Orange.
Commune-centre
Commune de la couronne

### Composition communale
| Nom                     | Code Insee | Département | Statut                 | Superficie (km2) | Population (dernière pop. légale) | Densité (hab./km2) | Modifier                                    |
| ----------------------- | ---------- | ----------- | ---------------------- | ---------------- | --------------------------------- | ------------------ | ------------------------------------------- |
| Orange (commune-centre) | 84087      | Vaucluse    | commune-centre         | 74,20            | 29 357 (2022)                     | 396                | modifier les données · modifier les données |
| Caderousse              | 84027      | Vaucluse    | commune de la couronne | 32,39            | 2 541 (2022)                      | 78                 | modifier les données · modifier les données |
| Camaret-sur-Aigues      | 84029      | Vaucluse    | commune de la couronne | 17,53            | 4 549 (2022)                      | 259                | modifier les données · modifier les données |
| Jonquières              | 84056      | Vaucluse    | commune de la couronne | 23,87            | 5 213 (2022)                      | 218                | modifier les données · modifier les données |
| Lagarde-Paréol          | 84061      | Vaucluse    | commune de la couronne | 9,29             | 321 (2022)                        | 35                 | modifier les données · modifier les données |
| Mornas                  | 84083      | Vaucluse    | commune de la couronne | 26,09            | 2 530 (2022)                      | 97                 | modifier les données · modifier les données |
| Piolenc                 | 84091      | Vaucluse    | commune de la couronne | 24,80            | 5 679 (2022)                      | 229                | modifier les données · modifier les données |
| Sérignan-du-Comtat      | 84127      | Vaucluse    | commune de la couronne | 19,82            | 2 896 (2022)                      | 146                | modifier les données · modifier les données |
| Travaillan              | 84134      | Vaucluse    | commune de la couronne | 17,65            | 721 (2022)                        | 41                 | modifier les données · modifier les données |
| Uchaux                  | 84135      | Vaucluse    | commune de la couronne | 18,48            | 1 702 (2022)                      | 92                 | modifier les données · modifier les données |

## Démographie
Cette aire est catégorisée dans les aires de 50 000 à moins de 200 000 habitants, une catégorie qui regroupe 18,4 % de la population au niveau national,.